# Davros
Davros est un personnage de fiction de la série de télévision de science-fiction britannique Doctor Who. Il a été créé par le scénariste Terry Nation. Davros est un ennemi du Docteur et est responsable de la création des ennemis les plus mortels du Docteur, les Daleks. Sa première apparition dans la série est en 1975 dans l'épisode La Genèse des Daleks. S'il décède à la fin de cet épisode, il sera ressuscité en 1979 dans l'épisode Destiny of the Daleks. Issu de la planète Skaro, c'est un scientifique et le commandant suprême des Daleks, peuple engagé dans une guerre de longue date avec leurs ennemis, les Thals. Davros est un mégalomane qui croit qu'avec ses créations, les Daleks, il peut devenir le maître suprême de l'univers. Il est un scientifique brillant qui a démontré sa maîtrise de la robotique, la métallurgie, la chimie, l'intelligence artificielle, le clonage, le génie génétique, la biologie, la physique, la tactique militaire et la cybernétique. Il a quasiment toujours été vu se déplaçant dans un fauteuil roulant qui n'est autre que le bas d'une armure de Dalek. En 2015, le double-épisode Le Magicien et son Disciple/La Sorcière et son Pantin de la saison 9 présente une nouvelle facette de Davros :  Ce dernier apparaît alors encore enfant, sauvé par le Douzième Docteur.

## Histoire du personnage

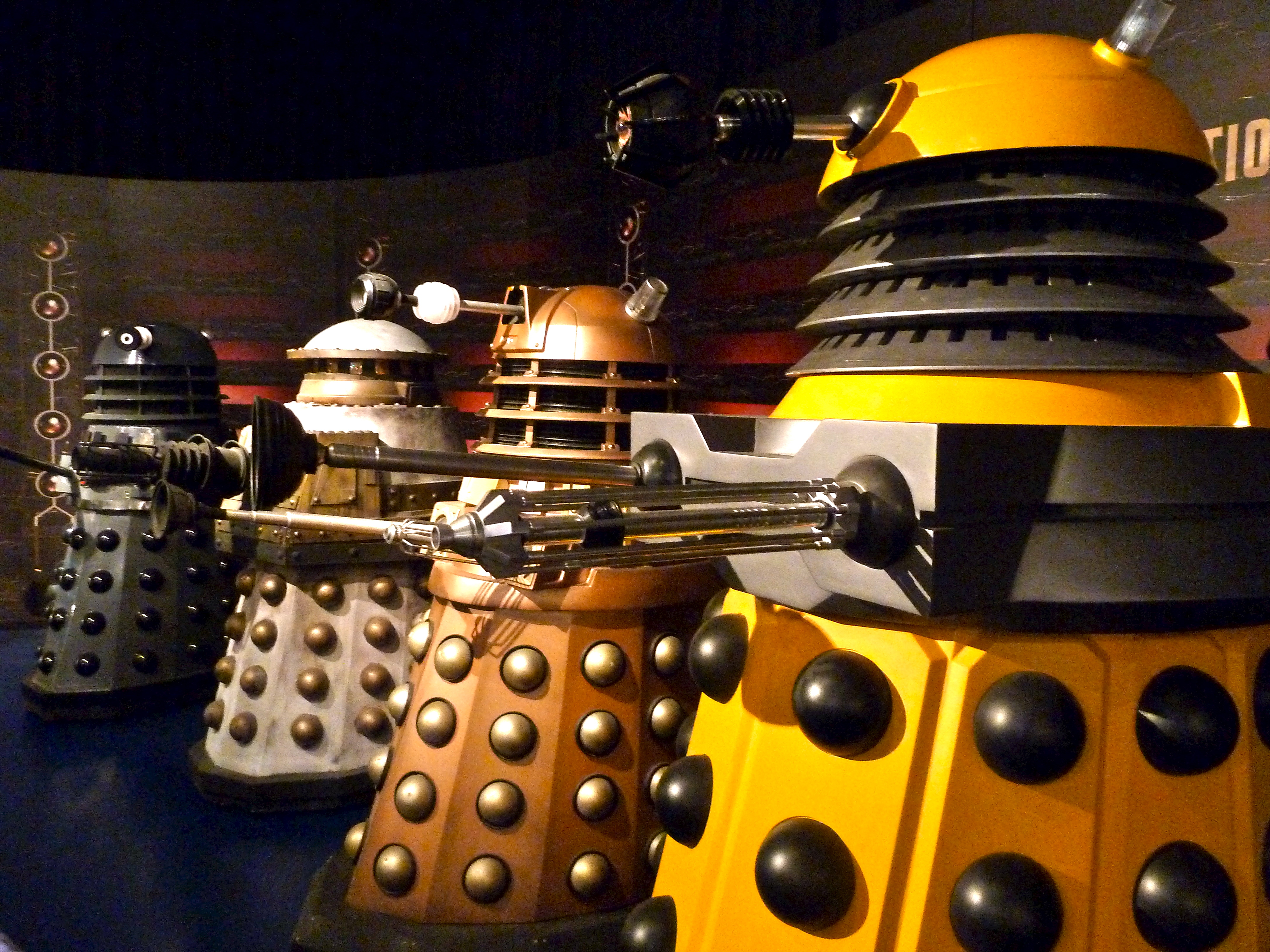
Différents types de Daleks ont fait leur apparition tout au long de la série.

### Série "classique" (1963-1996)

#### Saison 12 (1974-1975)
Davros, scientifique de la planète Skaro, tente de créer une nouvelle arme qui permettra à ses congénères, les Daleks, d'avoir la mainmise de Skaro. Dans l'épisode La Genèse des Daleks, Davros entre dans une pièce où le Docteur, Harry et le scientifique Ronson sont présents et montre aux scientifiques son Dalek, intitulé "troisième version de sa machine de transport". Après le départ de Davros, Ronson leur explique que Davros a pris de plus en plus de pouvoir et que ses expériences sont de plus en plus immorales et effrayantes, n'hésitant pas à faire muter des personnes ou des animaux pour créer les Daleks. Davros est informé d'une conspiration orchestrée par Ronson dont le but est de donner des informations à un certain nombre de politiciens Kaleds opposés à Davros. Il décide donc de remplacer la race des Kaleds par ses créatures: les Daleks. Pour y parvenir, Davros signe un accord avec les Thals, race ennemie des Kaleds, donnant le secret d'une substance qui permettra de percer efficacement le dôme des Kaleds. La joie des Thals dure peu de temps, une fois la guerre avec les Kaleds finie, l'armée Dalek arrive et les extermine. Seuls quelques-uns d'entre eux réussissent à s'enfuir et à former une poche de résistance avec les Mutos. Davros et son assistant Nyder, lieutenant de l'armée Kaled, se débarrassent de leurs opposants comme Ronson. Davros décide de retirer tous sentiments aux Daleks pour les rendre encore plus impitoyables. Davros capture le Docteur et ses compagnons qui infiltraient le bunker dans le but de retrouver l'anneau temporel. Menaçant de torturer les compagnons du docteur, Davros ordonne au Docteur de raconter les défaites futures des Daleks afin rendre ces derniers encore plus résistants. Le Docteur finit par céder. Davros a une discussion avec Le Docteur dans laquelle, il affirme vouloir être l'égal des dieux en participant à la destruction de l'univers. Le Docteur, Sarah et Harry sont libérés lorsqu'une majorité des scientifiques et des militaires se rebellent contre Davros. Ceux-ci statuent sur un vote démocratique pour continuer ou non le projet Dalek. Davros se sert de ce vote afin de massacrer tous ceux qui sont contre lui. Davros découvre que débarrassés de leur sentiment de pitié et donc de respect envers leur créateur, les Daleks n'obéissent plus à ses ordres et se considèrent comme les seuls maîtres. Ils tuent Davros, Nyder et leurs soutiens et commencent à reconstituer leur race.

#### Saison 17 (1979-1980)
Dans Destiny of the Daleks, le corps de Davros est découvert par le Docteur au cœur d'une ancienne ville Kaled sur Skaro. Davros revient lentement à la vie. Le Docteur ramène Davros dans une partie dévastée de la ville. Celui-ci affirme avoir échappé à la mort grâce à un système de réanimation suspendue. Il affirme que même après des millénaires d'attente, il va permettre aux Daleks de commencer leur conquête de l'univers. Les Daleks ayant menacés d'exterminer tous leurs esclaves s'ils n'ont pas Davros, le Docteur leur rend. Des Movellans sont des êtres androïdes du Système d'étoiles 4-X-Alpha-4 .Ils sont aussi en quête de Davros. Ceux-ci ne sont que des robots, et ils ont l'intention de détruire toute vie sur la planète si les événements s'aggravent. Les Daleks ont donc décidés de libérer Davros afin d'avoir des conseils stratégiques. Une attaque suicide entre Daleks et Movellans est prévue mais heureusement, Tyssan et les autres esclaves humains de la planète Terre réussissent à désactiver ces derniers. Alors que les Daleks tentent de détruire le vaisseau Movellans ils se font tuer par une bombe cachée par le Docteur. Davros est capturé par les anciens esclaves et ramené sur Terre pour être jugé de ses crimes.

### Série "moderne" (depuis 2005)

#### Saison 4 (2008)
Réussissant à revenir aux côtés des Daleks, Il se lancera dans la Guerre du Temps, contre les Seigneurs du temps et Gallifrey. Dès l'aube de la guerre, son vaisseau amiral sera broyé par « l'enfant du cauchemar », une arme Gallifreyenne dévastatrice et terriblement dangereuse.
Sauvé par Dalek Caan, Davros recréera des milliers de Daleks mais finit apparemment tué dans l'explosion du « creuset » la base spatiale Dalek après la destruction de Skaro.

#### Saison 9 (2015)
Âgé de plusieurs siècles, vieux et vétuste, Davros se meurt dans l'infirmerie de la capitale Dalek de Skaro, reconstruite par les Daleks. Régénéré par le docteur, son sort est inconnu durant l'effondrement de la capitale Dalek. Dans cet effondrement, le Dalek Suprême et tous les Daleks de Skaro trouveront la mort, le Maître lui, a réussi à s'échapper (revu plus tard dans la série).

#### Destination: Skaro (Children in Need spécial 2023)
Davros et Mr. Castavillian achèvent la création des capsules pour faire évoluer la race des Kaleds, il manque juste le nom de cette nouvelle évolution. Mr. Castavillian propose d'utiliser une anagramme de leur nom d'espèce et après plusieurs essais, aucun ne plaît à Davros qui finit par être appelé pour régler un problème. Pendant ce temps, le Quatorzième Docteur a une discussion avec Mr. Castavillian et intervient malencontreusement dans la création des Daleks. Davros revient ensuite, admire son œuvre et remarque la ventouse à la place de la pince multifonction et trouve l'idée super.

## Liste des apparitions
- La Genèse des Daleks (Genesis of the Daleks) : 8 mars – 12 avril 1975
- Destiny of the Daleks : 1er septembre – 22 septembre 1979
- Resurrection of the Daleks : 8 février – 15 février 1984
- Revelation of the Daleks : 23 mars – 30 mars 1985
- Remembrance of the Daleks : 5 octobre – 26 octobre 1988
- La Terre volée/La Fin du voyage : 28 juin – 5 juillet 2008
- Le Magicien et son disciple/La Sorcière et son pantin : 19 septembre – 26 septembre 2015
- Destination: Skaro (Children in Need spécial 2023) : 17 novembre 2023